# Linda Fiorentino
Clorinda 'Linda' Fiorentino (Philadelphia, 9 maart 1958) is een Amerikaans actrice van Italiaanse afkomst. Zij werd in 1995 genomineerd voor een BAFTA Award voor haar hoofdrol in The Last Seduction, waarvoor ze onder meer een Independent Spirit Award daadwerkelijk won. Drie jaar later werd ze genomineerd voor een Golden Satellite Award voor haar bijrol in Men in Black.
Fiorentino trouwde in 1992 met scenarioschrijver John Byrum, maar een jaar later liep hun huwelijk op de klippen.

## Filmografie
*Exclusief televisiefilms
| - Once More with Feeling (2009) - Liberty Stands Still (2002) - Where the Money Is (2000) - What Planet Are You From? (2000) - Ordinary Decent Criminal (2000) - Dogma (1999) - Body Count (1998) - Men in Black (1997) - Kicked in the Head (1997) - Larger Than Life (1996) - Unforgettable (1996) - Bodily Harm (1995) - Jade (1995) | - The Desperate Trail (1995) - The Last Seduction (1994) - Charlie's Ghost Story (1994) - Chain of Desire (1992) - Beyond the Law (1992) - Shout (1991) - Queens Logic (1991) - Strangers (1991) - Wildfire (1988) - The Moderns (1988) - After Hours (1985) - Gotcha! (1985) - Vision Quest (1985) |